# District de Saint-Aignan
Le district de Saint-Aignan est une ancienne division territoriale française du département de Loir-et-Cher de 1790 à 1795.
Il était composé des cantons de Saint Aignan, Contres, Montrichard et Pont Levoy.